# 马兆祥
马兆祥（1919年8月28日—2014年9月28日），陕西省子长县人。中华人民共和国政治人物。
早年参加革命，第一次国共内战期间，担任陕北苏区秀延县少共书记，红一军团二师政治部干事、政治协理员。抗日战争初期，担任中共甘肃西峰镇县委组织部长、县委书记。1942年，赴延安中央党校学习。1944年，随八路军359旅南下支队进军中原。1934年，担任新四军第五师政治部组织科科长。后任中原野战军第十二纵队直属炮兵团政治委员，江汉第一专区专员。中华人民共和国成立后，任湖北省财经委员会副主任兼工业厅厅长，中南行政委员会工业部部长，黄河三门峡工程副总指挥，湖北省计委主任。1977年，任中华人民共和国教育部副部长兼办公厅主任。2014年9月28日去世。